# Kamill Major
Pour les articles homonymes, voir Major (homonymie).
 (février 2023).
Si vous disposez d'ouvrages ou d'articles de référence ou si vous connaissez des sites web de qualité traitant du thème abordé ici, merci de compléter l'article en donnant les références utiles à sa vérifiabilité et en les liant à la section « Notes et références ».
Kamill Major, né à Perkáta (Hongrie) le 20 février 1948, est un artiste français d’origine hongroise.  
Son œuvre est marquée par la place prépondérante de la mémoire, de la trace, de la décomposition et de l’éternel recommencement. Les photos de médaillons de cimetières jusqu'à Hortus meus en passant par Les Empreintes, L’Écriture, Les Papiers déchirés, Les Chiffons, sont « une ode à la vie ; et dans le noir si présent dans son œuvre, c'est de la clarté que l'on décèle ! » Francis Delivré
Il est professeur d’arts plastiques à l’École nationale supérieure des arts décoratifs de Paris de 1981 à 2013 au sein de l’atelier de sérigraphie.

## Biographie
Né à Perkáta, Kamill Major passe son enfance à Bonyhád, petite ville de la province de Tolna située au sud de la Hongrie.[réf. nécessaire]
La maison de la culture dirigée par son père, Matyás Major est très active. Les meilleures compagnies du pays s’y produisent. Et durant toute son enfance Kamill est baigné par les nombreuses activités et représentations proposées par cette maison en pleine effervescence. C’est aussi là qu’il commence à se rendre à un atelier de peinture.[réf. nécessaire]
Il poursuit ses études au lycée des Arts Décoratifs de Pécs où il rencontre quelques maitres estimables comme Ferenc Lantos ou Béla Simon qui forment son regard. La ville de Pécs favorise les rencontres avec d’autres artistes tels Jenõ Gábor et Ferenc Martyn (qui a longtemps vécu à Paris). Dès ses dernières années au Lycée de Pécs, il participe à ses premières expositions.[réf. nécessaire]
Major se dirige très rapidement vers l’abstraction. Quelques peintures constructivistes puis plus résolument géométriques aux couleurs fortes et contrastées où s’insèrent des figures empruntées à l’art populaire hongrois.[réf. nécessaire]
Il réalise également de nombreux travaux expérimentaux sur émail à l’usine de Bonyhád.[réf. nécessaire]
En 1970, il part pour Budapest. Major y fait la connaissance de Endre Bálint, de Tihamér Gyarmati et de Ilona Keserü, tous peintres importants dans la Hongrie de cette époque, de même que de l’historien d’art, Arpad Mezei, cofondateur de l'École européenne hongroise. Ce court séjour dans la capitale lui offre l’occasion de réaliser ses 2 premières expositions personnelles.[réf. nécessaire]
En 1972, il quitte définitivement la Hongrie pour la France où il demande l’asile politique.[réf. nécessaire]
Il s'installe à Paris au 109 rue de Bagnolet dans le XXe. La proximité du cimetière du Père-Lachaise et les nombreuses promenades qu’il y fait vont inspirer son travail sur les cimetières et notamment toute une série de photos de médaillons de défunts qui prennent place dans le livre « Ici Repose » de même que dans plusieurs éditions bibliophiles. Il s’inscrit dès son arrivée à l’École Nationale Supérieure des Arts Décoratifs, section gravure, pour pouvoir disposer des ateliers de l’école afin de continuer son travail. C’est là, auprès d’Éric Seydoux, qu’il découvre la sérigraphie qui va prendre une place importante dans sa création. Après son diplôme, il reste à l’ENSAD où il est embauché comme professeur d'arts plastiques.[réf. nécessaire]
Durant ses premières années parisiennes, K. Major poursuit l’exploration de la peinture géométrique (1968 – 1976) commencée alors qu’il était encore en Hongrie. Sa quête de sobriété l’amène à dépouiller progressivement ses toiles de tout superflu pour ne conserver que l’essentiel : des lignes droites qui s’entrecroisent. C’est la période des Trames (1976 – 2020). Il expose le résultat de ce travail (trames colorées peintes sur des toiles monumentales ou sous forme d’estampes sérigraphiées) en 1975 à la galerie du Haut Pavé (Paris), puis quelques années plus tard au Musée d’Art Moderne de la Ville de Paris, section des enfants. A occasion de cette exposition, le musée d’art moderne décide de sensibiliser les enfants aux techniques de la sérigraphie et demande à Kamill Major d’animer pendant trois mois un atelier.[réf. nécessaire]
Continuant à s’épurer, les trames de Major se transforment peu à peu en lignes sur lesquelles apparaissent des caractères. C’est la période de l’Écriture (1976 – 2020). Des œuvres qui évoquent une écriture archaïque comme celle des tablettes d’argile (séries Gilgamesh, Akkad, Palmyre) que François Mathey dans sa préface à l’exposition de la Galerie de Pécs qualifie d’« admirable litanie, prière scandée, cantilène en lettres magiques inscrites dans une impossible tradition retrouvée ».[réf. nécessaire]
Parallèlement à cette démarche, Major ne peut se résoudre à rester enfermé dans un seul modèle. Il se plait à explorer d’autres mondes au cours d’incessants va-et-vient.[réf. nécessaire].
Viennent ainsi les périodes Photos de cimetières (1974- 2000), Papiers déchirés (1988 – 1992), Chiffons (2020 – 2023) et Hortus meus (2021 – 2024), chacune à sa manière abordant la question existentielle de la finitude de la vie et de son éternel recommencement, revenant à la formule de Lavoisier « Rien ne se perd, rien ne se crée » car tout est en perpétuelle mutation.[réf. nécessaire]
En 1984, décidé à quitter la vie parisienne, il fait l’acquisition à Chaumes-en-Brie d’un grand lavoir briard. Durant plusieurs années Major se consacre entièrement à la restauration de cette ruine afin d’y loger sa famille et d’y créer un atelier. C’est dans cet environnement aquatique qu’il expérimente les Empreintes au moyen de la sérigraphie. Les modèles se placent directement contre l’écran pour produire une matrice qui permettra d’imprimer leur image en négatif. Il en résulte des impressions grandeur nature du corps disparu, dont les contours sont plus ou moins dilués.
C’est également dans ce lavoir que Kamill Major crée les Papiers déchirés, assemblage et collages de lambeaux de papiers composant un tableau. « Ce ne sont pas des peintures mais des lambeaux de papiers collés sur un fond, des pièces arrachées avec violence où l’on devine des gestes dramatiques. » Géza Perneczky, (p.13)

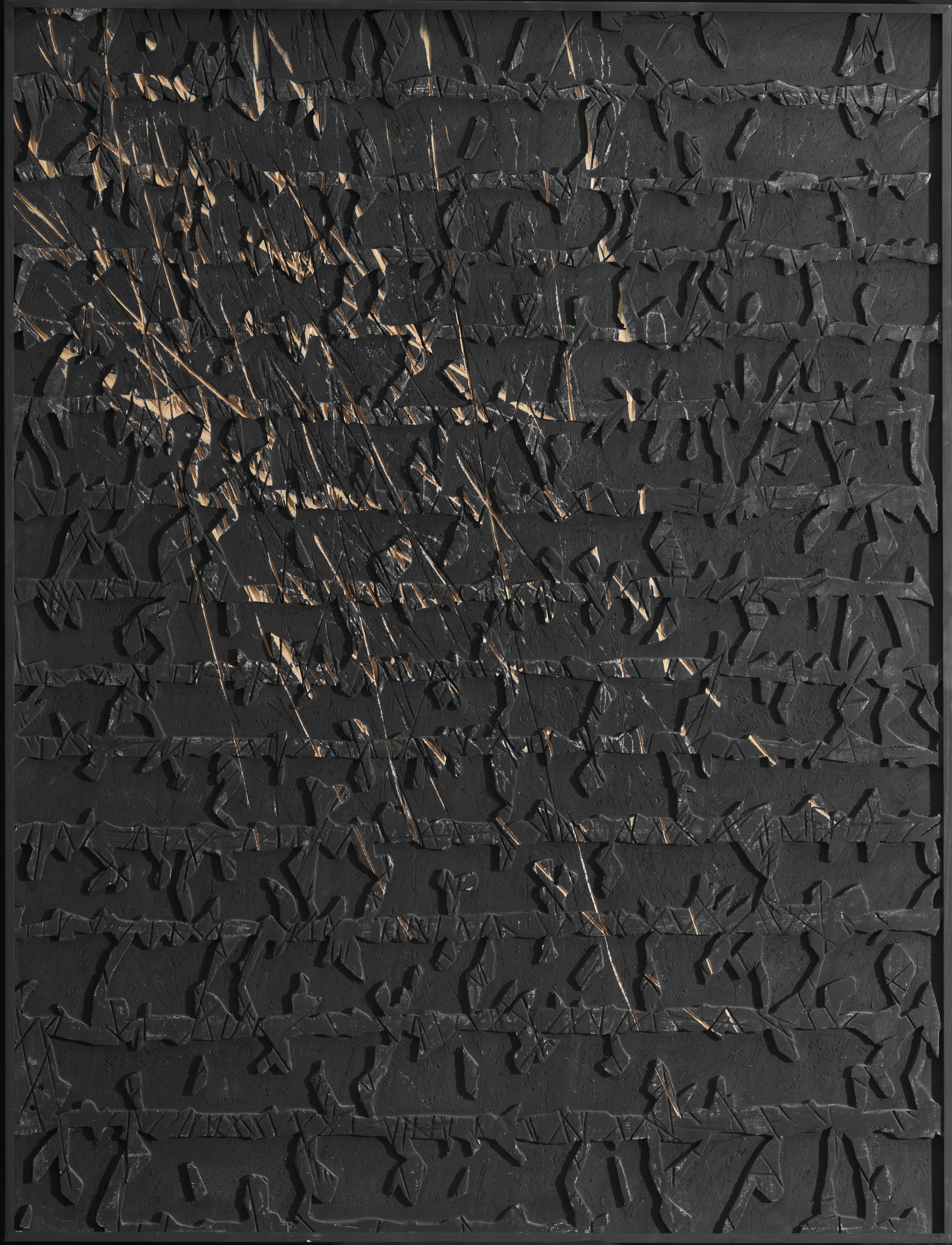
Relief sur bois de la période Écriture, 1988

Depuis 2000, Kamill Major vit et poursuit son travail dans le Gard dans le petit village de Saint-Christol-de-Rodières.[réf. nécessaire]

## Rencontres et amitiés
Parmi les nombreuses rencontres qu’il fait au sein du milieu artistique, certaines se transforment en amitiés, notamment avec les peintres Anna Mark, Curt Asker, Gérald Collot et Louis Pons. Certaines d’entre elles deviennent des amitiés plus profondes comme sa relation avec le peintre Yvaral qui l’a beaucoup aidé à son arrivée à Paris, la sculptrice Vera Székely avec laquelle il a noué une très grande complicité, le peintre Simon Hantaï avec lequel depuis leur rencontre en 1981 il entretient des liens amicaux et professionnels, et le conservateur du musée des Arts Décoratifs, François Mathey devenu au fil des ans un grand ami de la famille.[réf. nécessaire]
Il faut également citer Francis Delivré, Grégor Michas et Éric Seydoux, tous trois artistes et professeurs à l’École Nationale Supérieure des Arts Décoratifs dont il a reçu le soutien tant professionnel qu'amical.[réf. nécessaire]

## Éditions bibliophiles
- Le Livre des Morts[3]
- Mort pour la patrie[3]
- Haute tension Danger de Mort[3]
- Gilgamesh[4]
- Appels[3]
- Conte de fée
- Bonjour F. Mathey[3]

## Œuvres dans les collections publiques
- Musée d'Art Moderne de Paris[4]
- Bibliothèque Nationale de France, Paris[3]
- Centre National Georges Pompidou, Paris
- Galerie Nationale Hongroise (Nemzeti Galéria), Budapest[5]
- Budapest  Bibliothèque Wolfenbüttel, Hanovre
- Institut supérieur pour l´Étude du Langage Plastique, Bruxelles
- Musée de Kiscell, Budapest
- Musée des Beaux-Arts de Budapestt (Szépmüvészeti Muzéum)[6]
- Banque Nationale Hongroise (MNB), Budapest[7]
- Musée Janus Pannonius, Pécs, Hongrie
- Musée Municipal de Györ, Hongrie

## Expositions personnelles
- 1967 Maison de la Culture de Mészes - Pécs / Hongrie
- 1971 - 1972 Maison des Jeunes Artistes - Budapest
- 1975 Galerie du Haut-Pavé – Paris
- 1977 Galerie Pryzmat avec Simon Csorba et Robert Swierkiéwicz - Cracovie / Pologne
- 1979 Galerie NRA - Paris
- 1979 Musée d´Art Moderne de la Ville de Paris, section Musée des Enfants
- 1979 Galerie Junior - Vienne / Autriche
- 1980 Maison de la Culture d'Amiens
- 1981 Actuel Art Galerie - Stockholm
- 1981 Exposition dans un hangar de 3 000 m2 - Maisons-Alfort
- 1983 Galerie Municipale E. Manet avec Anna Mark et Vera Székely - Gennevilliers
- 1984 Galerie Sank Olof - Norrköping / Sučde
- 1987 La Girafe en Feu - Paris
- 1984 Galerie Municipale de Pécs / Hongrie[8]
- 1986 Maison des Jeunes de Bardos, avec Li-Jagyong
- 1993 Galerie La Teinturerie - Paris
- 1994 Institut Français de Budapest
- 1994 Palais de Justice Européen - Luxembourg
- 1996 Galerie L´Atelier - Paris
- 1998 Aéroport d´Orly - Paris
- 1998 Musée de Kiscell avec Curt Asker Budapest[9]
- 2005 Cloître des Billettes – Paris
- 2005 Librairie de l’Institut Français – Budapest
- 2006 Galerie Municipale de Pécs / Hongrie
- 2009 Galerie Crous Beaux-Arts – Paris[10]
- 2009 Galerie Kalman Maklary Fine Arts – Budapest
- 2010 Galerie Pierre-Michel D. – Paris
- 2010 Galerie Kalman Maklary Fine Arts – Budapest
- 2011 Prieuré Saint-Pierre – Pont-Saint-Esprit avec Peter Repp
- 2011 Galerie Samantha Sellem – Paris
- 2011-2013 Galerie Kalman Maklary Fine Arts – Budapest[11]
- 2014 Musée Janus Pannonius – Pécs / Hongrie
- 2014 Galerie La Quincaillerie - Barjac
- 2014 Institut Hongrois – Paris[12]
- 2014 Biennale Sud Estampe / Lycée Daudet - Nîmes
- 2017 Musée Kegyeleti  – Budapest[13]
- 2018 Institut Balassi – Bruxelles
- 2020 Mücsarnok Kunsthalle – Budapest[14]

- 2023 Galerie Kalman Maklary Fine Arts – Budapest

## Éditions
- (fr + hu) László F. Földényi (en) et Gislind Nabakowski (de) (trad. du hongrois par Agnes Bartocz, photogr. Kamill Major), Ici repose, Budapest, Ráday Könyvesház, 2006, 120 p. (ISBN 963 86866 42)
- (en + fr + hu) Géza Perneczky (de), Kamill Major, Kalman Maklary Artworks, 2011, 100 p. (ISBN 978-963-89441-0-8, OCLC 1196283574)

## Vidéos
- Reportage par Jozsef Keresztes-Nagy et Judit Baranyai à l’occasion de l’expo à l'Institut Hongrois][15].
- Documentaire par Jozsef Keresztes et Julia Sandor pour la chaine de télévision hongroise MTVA[16].